# Coccymys
Coccymys is een geslacht van knaagdieren uit de muizen en ratten van de Oude Wereld dat voorkomt op Nieuw-Guinea. De leden van dit geslacht werden vroeger in Melomys en/of Pogonomelomys geplaatst, maar nieuwe informatie wijst erop dat Coccymys een zeer verschillend geslacht is, dat geen nauwe verwantschap toont met welk ander geslacht dan ook. Het geslacht schijnt echter verwant te zijn aan de Pogonomys-groep. De geslachtsnaam Coccymys, gegeven door Menzies (1990), is afgeleid van de Griekse woorden κοκκυξ "koekoek" en μυς "muis" en slaat op het feit dat C. ruemmleri zijn vroege taxonomische leven doorbracht in een plaats die niet van hem is. De tweede soort, C. albidens, werd vroeger in Melomys geplaatst, maar de plaatsing daar werd altijd al als onzeker en onvoldoende ervaren. Hoewel Menzies op de gelijkenis tussen M. albidens en C. ruemmleri wees, verplaatste hij M. albidens niet naar Coccymys. Dat werd pas gedaan in 1993 door Musser en Carleton. Nadere studie heeft uitgewezen dat deze twee soorten elkaars nauwste verwanten zijn, maar verschillen in een groot aantal kenmerken.

## Kenmerken
Op de staart zitten overlappende schubben met steeds drie haren. De buikvacht is grijsachtig. Vrouwtjes hebben 1+2=6 mammae. Dit geslacht heeft zeer lange foramina incisiva, een grote derde bovenkies, een breed os interparietale en een lang palatum.

## Soorten
Er zijn drie soorten:
- Coccymys kirrhos (oostelijke Centrale Cordillera tot het oostelijke schiereiland van Papoea-Nieuw-Guinea)
- Coccymys ruemmleri (Centrale Cordillera van westelijk Nieuw-Guinea: Sudirmangebergte en Sterrengebergte)
- Coccymys shawmayeri (Centrale Cordillera van Papoea-Nieuw-Guinea)

Abditomys · 
Abeomelomys · 
Aethomys · 
Anisomys · 
Anonymomys · 
Apodemus · 
Apomys · 
Archboldomys · 
Arvicanthis · 
Baiyankamys · 
Baletemys · 
Bandicota · 
Batomys · 
Berylmys · 
Brassomys · 
Bullimus · 
Bunomys · 
Canariomys · 
Carpomys · 
Chingawaemys · 
Chiromyscus · 
Chiropodomys · 
Chiruromys · 
Chrotomys · 
Coccymys · 
Colomys · 
Congomys · 
Conilurus · 
Coryphomys · 
Crateromys · 
Cremnomys · 
Crossomys · 
Crunomys · 
Dacnomys · 
Dasymys · 
Dephomys · 
Desmomys · 
Diomys · 
Diplothrix · 
Echiothrix · 
Eropeplus · 
Frateromys · 
Golunda · 
Gracilimus · 
Grammomys · 
Hadromys · 
Haeromys · 
Halmaheramys · 
Hapalomys · 
Heimyscus · 
Hybomys · 
Hydromys · 
Hylomyscus · 
Hyomys · 
Hyorhinomys · 
Kadarsanomys · 
Komodomys · 
Lamottemys · 
Leggadina · 
Lemniscomys · 
Lenomys · 
Lenothrix · 
Leopoldamys · 
Leporillus · 
Leptomys · 
Limnomys · 
Lorentzimys · 
Macruromys · 
Madromys ·
Malacomys · 
Mallomys · 
Malpaisomys · 
Mammelomys · 
Margaretamys · 
Mastacomys · 
Mastomys · 
Maxomys · 
Melasmothrix · 
Melomys · 
Mesembriomys ·
Micaelamys · 
Microhydromys · 
Micromys · 
Millardia · 
Mirzamys · 
Montemys · 
Mus · 
Musseromys · 
Mylomys · 
Myomyscus · 
Nesokia · 
Nilopegamys · 
Niviventer · 
Notomys · 
Ochromyscus · 
Oenomys ·
Otomys · 
Palawanomys · 
Papagomys · 
Parahydromys · 
Paraleptomys · 
Paramelomys · 
Parotomys · 
Paucidentomys · 
Paulamys · 
Pelomys · 
Phloeomys · 
Pithecheir · 
Pithecheirops · 
Pogonomelomys · 
Pogonomys · 
Praomys · 
Protochromys · 
Pseudohydromys · 
Pseudomys · 
Rattus · 
Rhabdomys · 
Rhynchomys · 
Saxatilomys ·
Serengetimys ·
Solomys · 
Sommeromys · 
Soricomys · 
Spelaeomys · 
Srilankamys · 
Stenocephalemys · 
Stochomys · 
Sundamys · 
Taeromys · 
Tarsomys · 
Tateomys · 
Thallomys · 
Thamnomys · 
Tokudaia · 
Tonkinomys ·
Tryphomys · 
Typomys · 
Uromys · 
Vandeleuria · 
Vernaya · 
Xenuromys · 
Xeromys · 
Zelotomys · 
Zyzomys
Coccymys kirrhos · Coccymys ruemmleri · Coccymys shawmayeri